# Kertzfeld
Kertzfeld – miejscowość i gmina we Francji, w regionie Grand Est, w departamencie Dolny Ren.
Według danych na rok 1990 gminę zamieszkiwało 947 osób, powierzchnia wynosiła 9,47 km² a gęstość zaludnienia 100 os./km².